# Comunas da Romênia
As comunas da Romênia (português brasileiro) ou Roménia (português europeu) são a menor forma de subdivisão administrativa daquele país. As comunas romenas são subdivisões rurais dos condados (áreas urbanas, tais como cidades e vilas dentro de um condado, recebem o status de cidade ou município).
Não existem restrições claras sobre a população de uma comuna, embora quando esta torne-se relativamente urbanizada e ultrapasse a quantia aproximada de 10 000 habitantes, ela recebe a classificação de 'cidade' - ainda que cidade estejam no mesmo nível administrativo das comunas, elas possuem uma forma mais poderosa de governo local (algumas áreas urbanas ou semi-urbanas com menos de 10 000 habitantes já receberam, no entanto, o status de 'cidades'). Cada comuna é administrada por um prefeito (primar, em romeno), e é composta por uma ou mais vilas (ou aldeias), que não têm em si qualquer função administrativa, funcionando mais como subúrbios de cidades em países como o Reino Unido. As comunas, como as cidades romenas, correspondem às subdivisões de nível-V na Nomenclatura Comum das Unidades Territoriais Estatísticas adotada pela União Europeia.
Em 1999 13 285 habitantes estavam distribuídos pelas 2686 comunas do país.